# Fibule
 (novembre 2015).

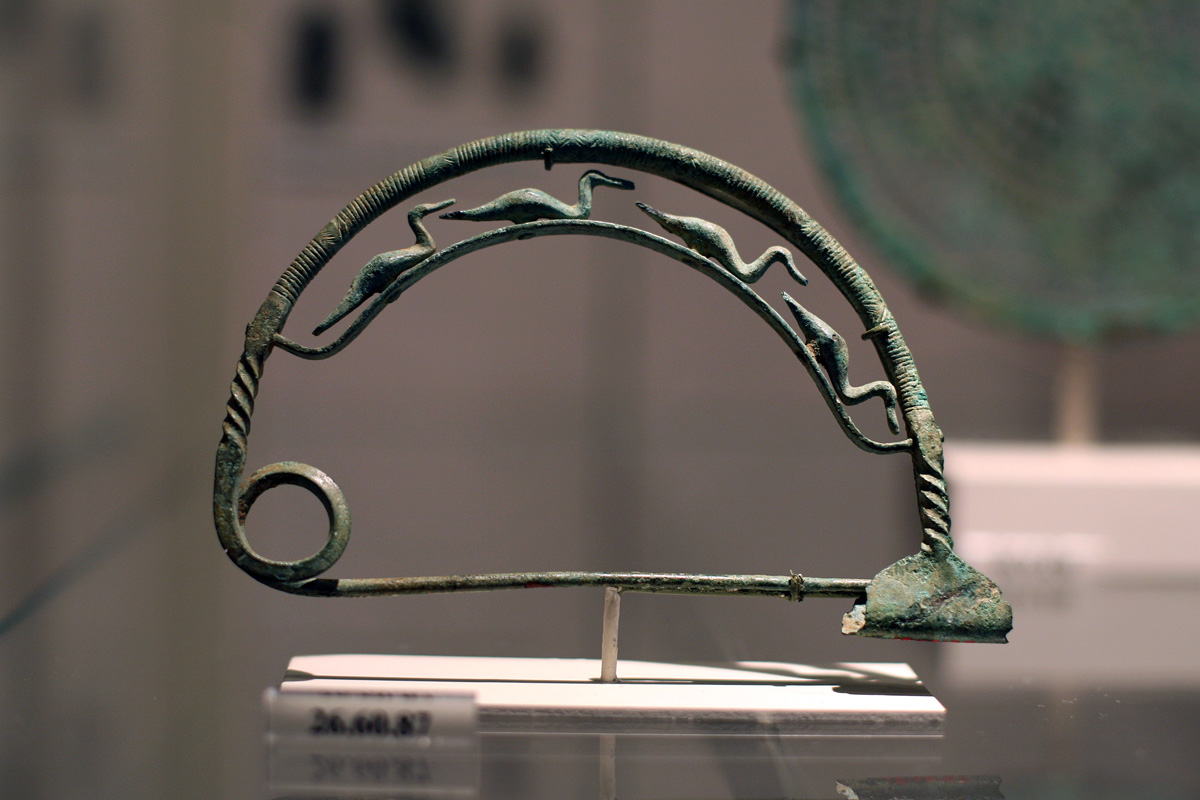
Fibule étrusque du

La fibule (du latin fibula signifiant agrafe, crampon, attache) est une agrafe, généralement en métal, qui sert à fixer les extrémités d'un vêtement. Elle est généralement considérée comme l'ancêtre de l'épingle de sûreté. Les premières fibules apparaissent à l'âge du bronze final.

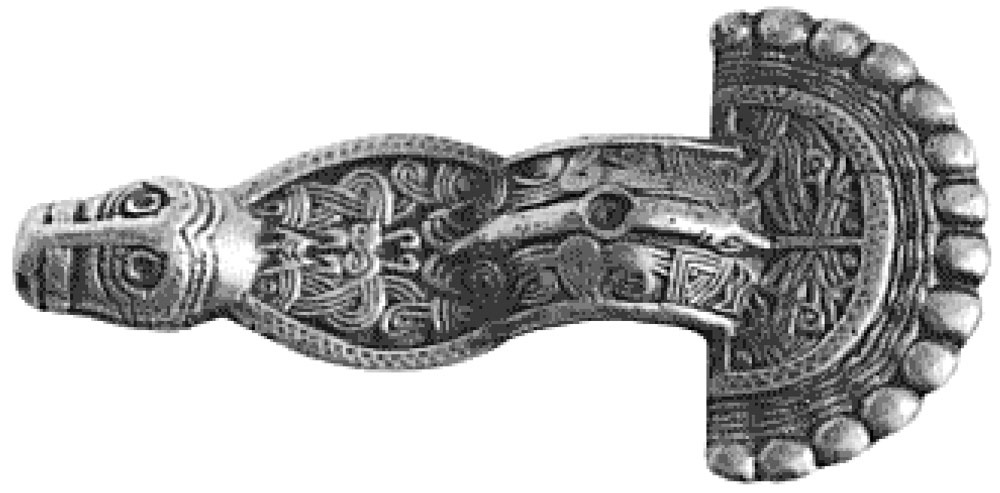
La fibule de Nordendorf (VIIe siècle ap. J.-C) portant l'inscription logaþorewodanwigiþonar pouvant évoquer les noms des dieux Wodan (dieu en chef de l'Alamanni), et Donar (dieu du tonnerre), ce qui évoque un charme protecteur ici associé à la fibule.

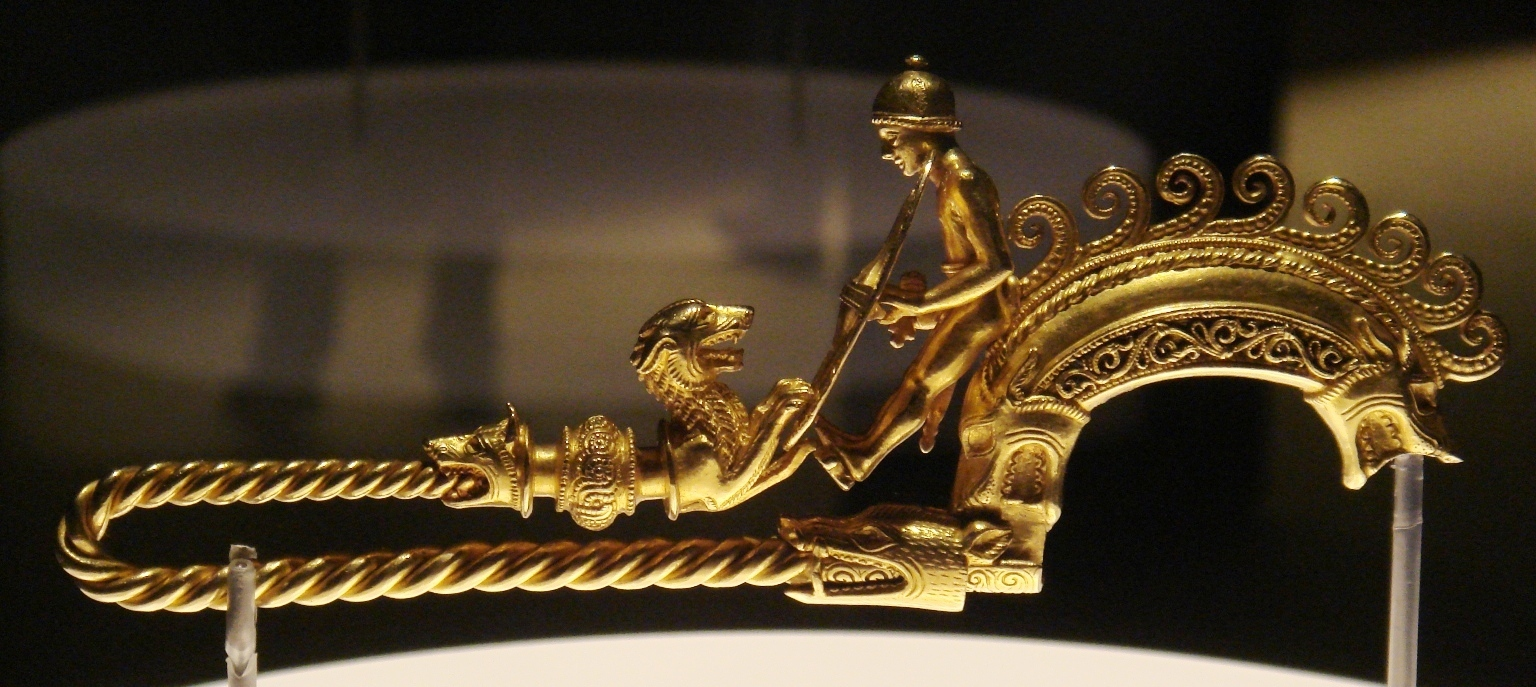
Fibule trouvée à Bragança au Portugal (250-200 av. J.-C.), conservée au British Museum

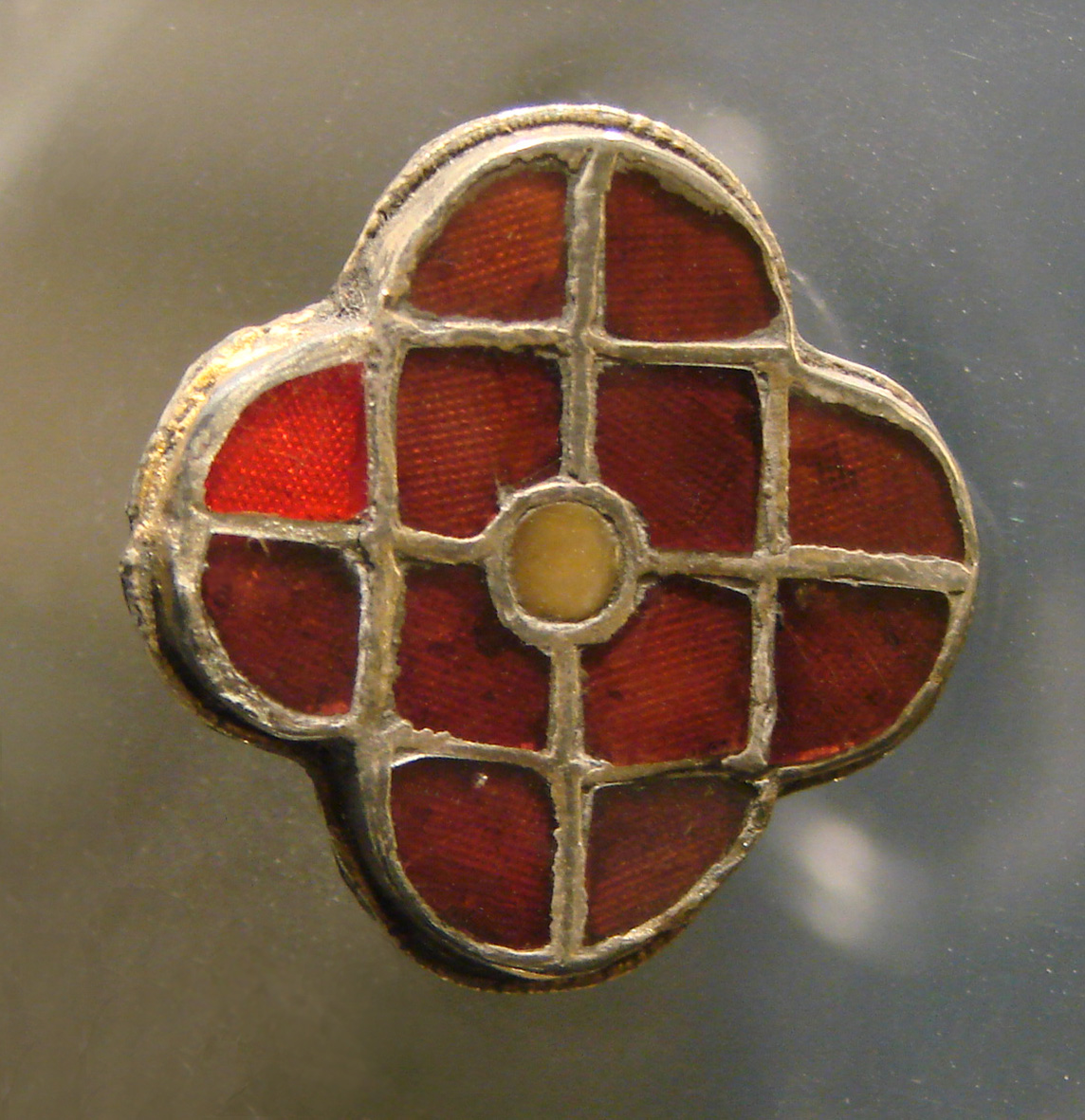
Fibule mérovingienne polylobée en argent doré, ivoire et verre rouge, (VIe siècle ap. J.-C), trouvée à Charleville-Mézières (France), dans une tombe féminine

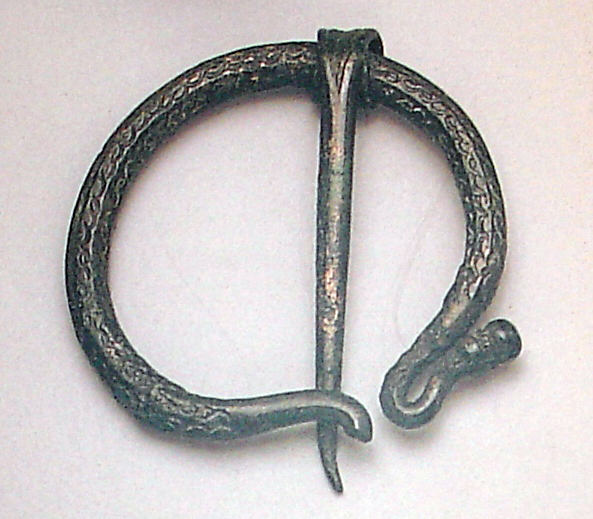
Fibule romaine dite « en Oméga », construite sur le principe de la boucle de ceinture

## Présentation
Utilisées par les Étrusques, dès leur période orientalisante  (VIIe siècle av. J.-C.), les fibules étaient surtout destinées à attacher des vêtements, certaines ayant pu jouer un simple rôle de broche décorative. C'est une amélioration par rapport au nœud ou à la simple aiguille moins fiable et qui se perdait plus facilement. Alors que la « tête » de la fibule était souvent décorée, « l'arc » ou « le corps », lui, comportait souvent des décorations plus élaborées et dans certaines cultures ces types de décorations pouvaient avoir des références symboliques ; elles ont pu être associées à un rang, une profession ou différencier les femmes mariées des femmes célibataires, des hommes, des guerriers ou des chefs.
Par exemple, la fibule étrusque de Chiusi datée vers -630 et conservée au Louvre, porte une « inscription parlante » en granulation : « Je suis la fibule de Arath Velavesna, Mamurke Tursikina m'a donnée » Ce sont les marques de propriété et celle du nom du donateur.

Certaines fibules romaines ont pu représenter un grade dans l'armée. 

Les fibules pouvaient aussi jouer le rôle d'amulettes pour conjurer le mauvais sort et certaines étaient déposées dans des sanctuaires, ou sur les autels comme offrandes. 
Les fouilles archéologiques ont permis de retrouver de nombreuses fibules en métal (bronze, argent, or, fer) ou ivoire, dont certaines incrustées de pierres précieuses ou richement ornementées.
Aujourd'hui, les fibules aident les archéologues à dater les couches  stratigraphiques qu'ils fouillent.

## Techniques de fabrication
En Europe centrale, au début de l'époque de la Tène les fibules sont très souvent en bronze, fabriquées avec un procédé dit « à cire perdue », ou avec une technique dite de « chaudronnerie et martelage » d'une barre de métal bronze ou fer alternant avec des phases de recuit pour augmenter l'élasticité de la partie mobile, le ressort.
Une autre technique, pour des métaux plus souples, consistait à enrouler un fil de métal autour d'un clou en fer. Utilisée durant l'Antiquité par les Gaulois et les Romains, cette technique permettait entre autres de former la boucle et le ressort de la fibule.

## Composition d'une fibule

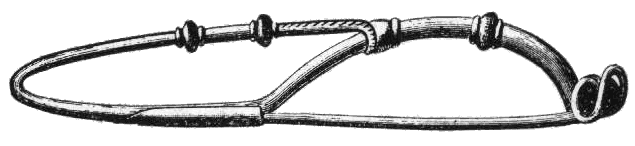
Fibule à charnière type épingle de nourrice, âge du fer, trouvée à Bohuslän (Suède)

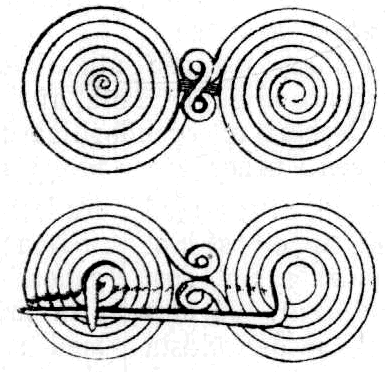
L'enroulement d'un fil de métal (ensuite trempé) lui confère les caractéristiques d'un ressort, qui conserve une forme décorative (double spirale) commune depuis la Préhistoire

Les premières fibules connues, de la fin de l'âge du bronze, ont généralement une forme d'arc et comportent une aiguille latérale évoquant les épingles de nourrice contemporaines. 
Elles pouvaient avoir un corps rond, ovale, carré, plat ou torsadé. 
Certaines portaient des perforations ou de petites décorations au niveau de l'arc. Des fibules de ce type ont été introduites dès le XIVe siècle av. J.-C. par les Mycéniens dans le Péloponnèse et se répandent dans toute la Grèce, Chypre et la Sicile.
Le corps d'une fibule peut être en forme d'arc ou plat suivant sa forme basique. Un arc est généralement long et étroit et souvent très recourbé. Une fibule plate sera plus large et de forme plus solide. Le corps des fibules était souvent décoré et son extrémité composée d'un ressort ou d'une charnière. Suivant son origine culturelle la tête de la fibule pouvait être courbée vers le bas, le haut ou sur le côté.
L’aiguille (ou ardillon) utilisée pour attacher les vêtements peut être composée d'une pièce différente attachée au corps de la fibule, ou peut faire partie de cette même fibule.
L’aiguille peut être attachée à un ressort ou à une petite charnière. Le ressort peut être spiralé, unilatéral ou bilatéral. 
Le ressort unilatéral : Il s'enroule dans un sens seulement et apparait tout d'abord vers le XIVe siècle av. J.-C.
Le ressort bilatéral : Il peut être très court, tourné seulement une ou deux fois ou plus long pouvant atteindre une taille de 10 cm. La plupart des ressorts bilatéraux sont faits d'une seule pièce de métal et sont composés d'une seule corde allant d'un bout à l'autre et pouvant passer devant ou derrière le corps de la fibule. Le ressort bilatéral s'enroule autour d'un axe souvent en fer même si le reste du ressort est composé d'alliage de cuivre. 
Au Ier siècle quelques fibules avaient leurs ressorts couverts par une extension du corps en métal, ces dernières sont connues comme fibules à ressort caché ou couvert.
Au début du Ier siècle apparaît un nouveau type de fibule portant une aiguille attachée par son bout à une petite charnière, ce mode de fixation est utilisé pour tous types de fibules. Au IIIe siècle av. J.-C. la charnière était placée au centre d'une longue barre créant la fameuse fibule du type crossbow ou arbalète, bien que ce type de fibule existât auparavant, il était encore très rare et avait disparu vers le début du Ve siècle av. J.-C.

## Types de fibules

### Âge du bronze

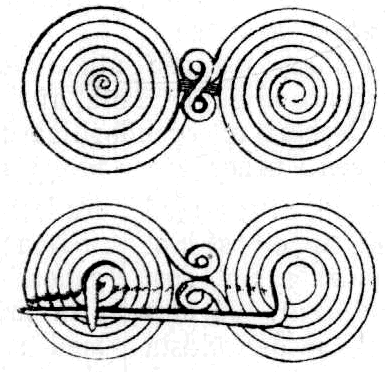
Fibule type Haslau

- Haslau : On voit apparaître pendant la IIIe période du bronze un style de fibule constituée de deux pièces roulées en spirale et attachées ensemble, ces fibules connues sous le nom de type Haslau ou St Lucija font penser à une paire de lunettes, et datent du XIe au VIIe siècle av. J.-C. Certaines de ces fibules en forme de cercle étaient de dimensions assez larges pouvant atteindre 10 cm d'envergure. Une variante qui apparait au IVe siècle av. J.-C. était composée de quatre petits cercles avec au centre un petit carré incrusté.

- Serpentine : La culture de Villanova en Italie a introduit entre le VIIIe siècle av. J.-C. et le VIIe siècle av. J.-C. une série de variations de fibule en arc. Dans cette variation l'arc commence à sa tête par une forme semi-circulaire mais se plie en angle droit. Cet arc était souvent décoré de nœuds ou de piquants gravés, et pouvait également être courbé en vagues ou en vrilles, cette variante est connue sous le nom de fibule serpentine.

- Sangsue : typique de la culture villanovienne d'Italie. L'arc présente un renflement qui fait ressembler la fibule à une sangsue.

### Âge du fer
- Type de Marzabotto

- Type de Duchkov ou type de Dux

- Type de Münsingen Les fibules du type de Münsingen, du nom de la commune suisse, datent du IVe siècle av. J.-C.

- Type Mötschwil

- Type de Nauheim

- Tène
Les fibules du type Tène viennent de l'Europe centrale et sont très souvent en bronze, fabriquées par le procédé de la cire perdue ; elles sont composées de représentations d'animaux fantastiques et de visages humains à l'aspect de masques souvent placés sur la partie inférieure de la fibule.

- Alésia Cette fibule est nommée « Alésia » car plusieurs exemplaires de ce type ont été découverts sur le site éponyme dans les niveaux du siège de l'an -52. Elle se caractérise par un arc plat de forme triangulaire ou ogivale, par un pied redressé et souvent percé d'un ornement transversal et par une charnière repliée vers l'intérieur. Sa présence sur le site d'Alésia au moment de la conquête de César permet de dater cet artefact des années 60 - 40 avant notre ère soit la période LTD2b. Si ces fibules marquent la fin de la période gauloise, elles présentent une innovation technique par rapport aux fibules protohistoriques : la fermeture à charnière. Cette caractéristique pourrait prouver l'origine romaine de ces fibules, apportées sur le territoire gaulois par les armées de César. Ces "fibules de soldat" se trouvent d'ailleurs sur des sites où la présence de militaires est attestée ou fortement probable (site du Parc de La Grange à Genève, site de Sermuz et site du col des Étroits). À partir des années 40-20 avant notre ère, on peut cependant les trouver dans des contextes non militaires. Elles peuvent être à l'origine du type Aucissa[2].

### Antiquité

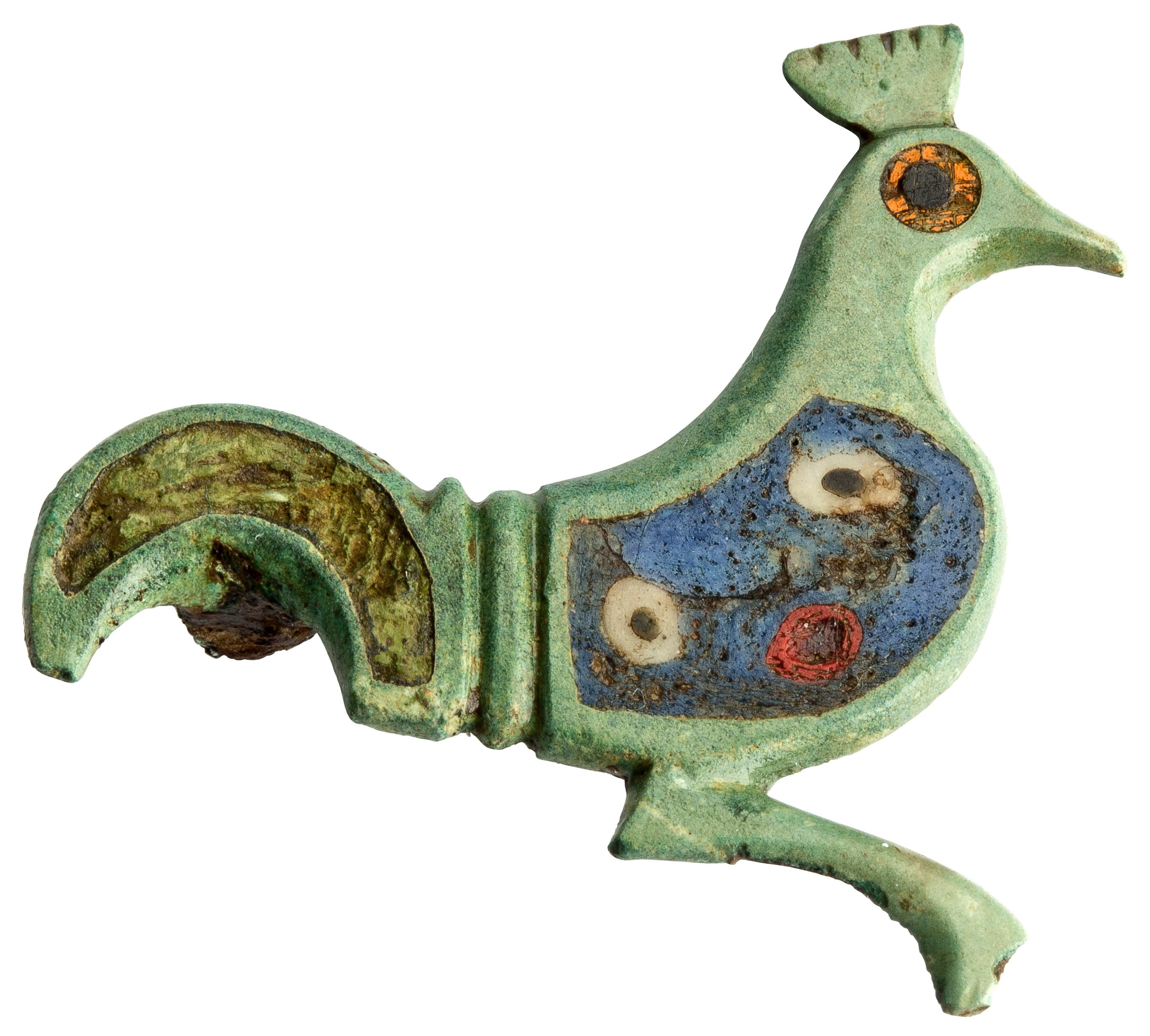
Fibule romaine en forme d'animal, en bronze émaillé, 100 - 200 ap. J.-C., environ 3,3 cm, trouvée à Tongres Musée gallo-romain, Tongres (Belgique)

- Aucissa. – Au Ier siècle ap. J.-C, les fibules du type aucissa étaient très répandues, elles sont généralement constituées d'un arc important, semi circulaire et ayant pour fin un pied assez court. L'arc est plat et large et porte un anneau enroulé au centre. Les fibules aucissa furent les premières à utiliser une charnière plutôt qu'un ressort. Beaucoup de ces fibules portent les mots « AVCISSA » moulés au-dessus de la charnière ; les archéologues pensent qu'il s'agit du nom de l'atelier de fabrique.

- Langton down

- Type Nertomarus

- Fibules à queue de paon[3]

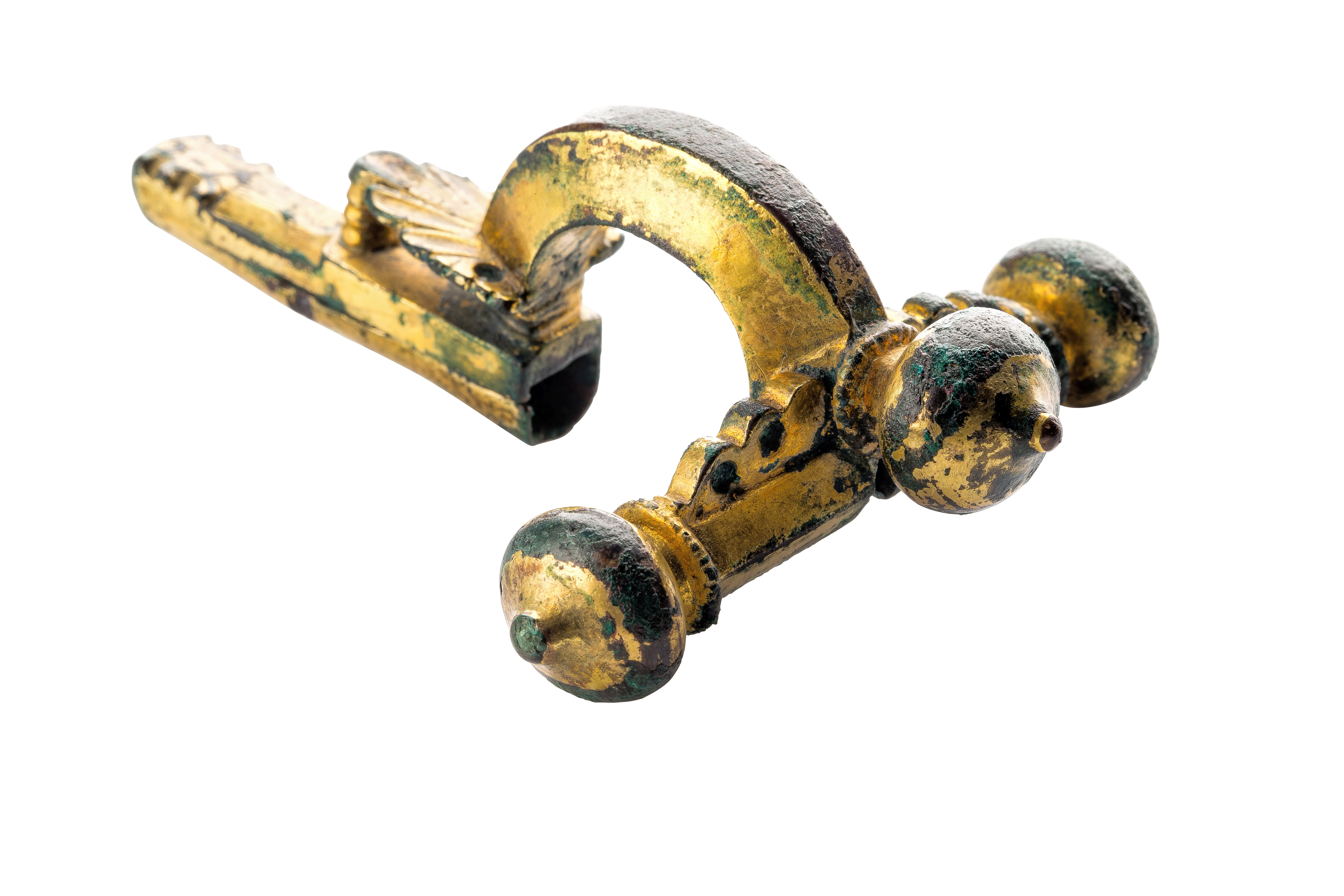
Fibule cruciforme en bronze doré, IV^{e} siècle ap. J.-C, longueur env. 8,3 cm, trouvée à Tongres Musée gallo-romain, Tongres (Belgique)

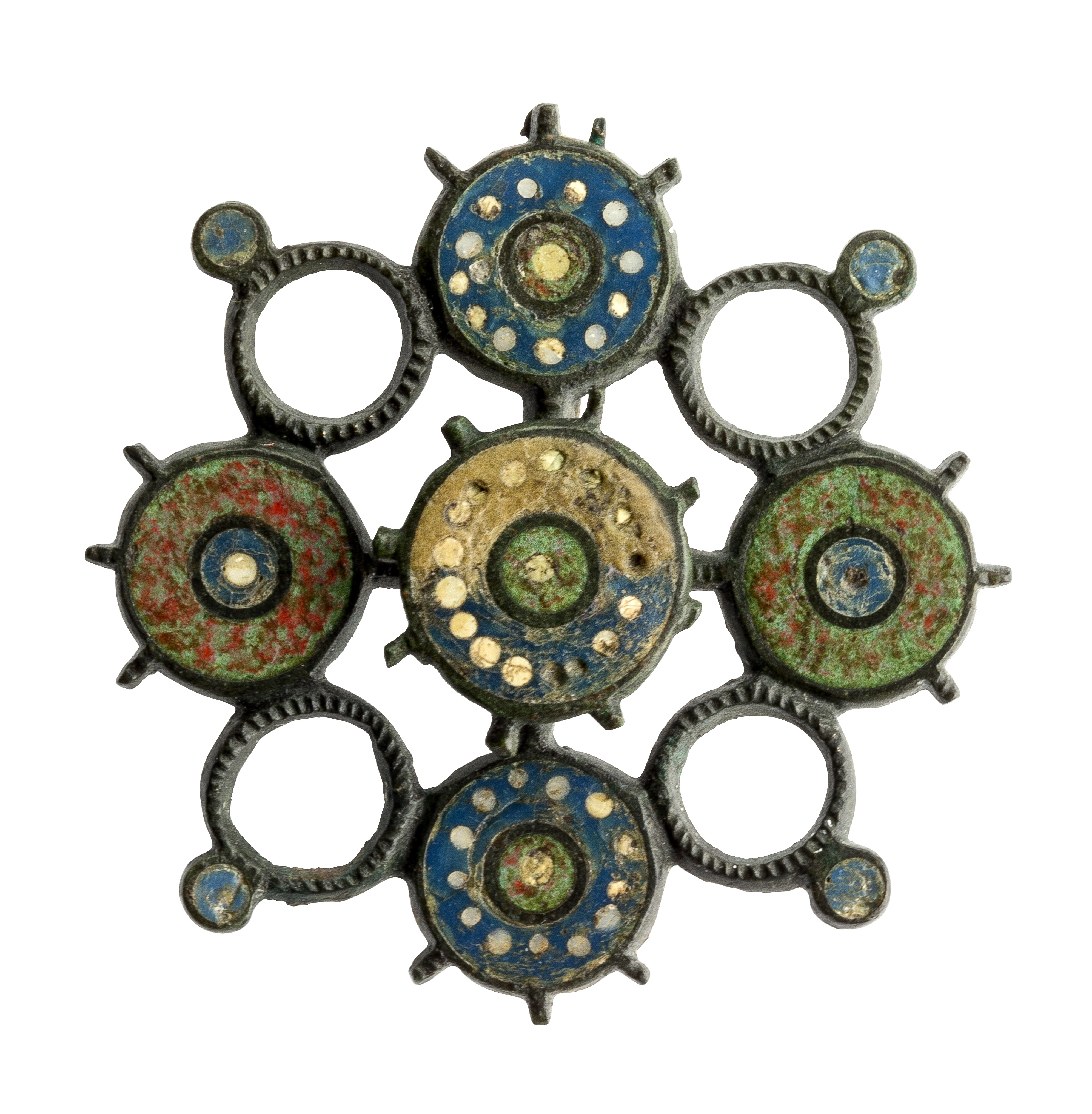
Fibule en forme de disque, bronze émaillé, 180-220 ap. J-C, trouvée à Tongres Musée gallo-romain, Tongres (Belgique)

- Fibules en forme d'animal. – Les fibules romaines peuvent être décorées de manière remarquable, par exemple en émail coloré, et elles ont parfois des formes spéciaux, par exemple des animaux. La fibule en forme d'animal avait en arrière une aiguille à charnière pour l'attacher aux vêtements.

- Cruciforme. – Cette fibule appelée Zwiebelknopffibeln en allemand (fibule à tête d'oignon) se caractérise par un arc massif, un pied large et rectiligne et un système de charnière avec porte-ardillon en gaine. Le décor se compose de protubérances en forme d'oignon, parfois facetté aux extrémités des bras transversaux et de la tête. Elles ont une datation assez tardive. Les six types identifiés se succèdent chronologiquement des années 260 de notre ère aux environs de 400 de notre ère. Ces fibules appartenaient à la panoplie des militaires où elles servaient à attacher leur manteau, le paludamentum. On les retrouve donc quasi exclusivement en contexte militaire. Cela est également confirmé par l'iconographie : on en trouve une attachant le manteau militaire sur le diptyque de Stilicon du trésor de Monza ou encore sur le manteau du signifer Lepontius sur sa stèle conservée au musée de Strasbourg. Cette fonction militaire explique que l'on retrouve ces fibules dans l'ensemble de l'Empire jusqu'au Moyen-Orient et en Afrique.

- Krâftig Profilierte. –  Entre la fin du Ier siècle jusqu'à la fin du IIe siècle apparaissent des fibules du type "Kraftige Profilierte", ces fibules sont constituées d'un large ressort bilatéral, d'une large tête souvent plate sertie par un ou plusieurs anneaux se prolongeant par une partie plus fine se finissant par une protubérance. Il existe trois types de fibules profilierte : la première originaire de Pannonie porte un double anneau sur son arc, la seconde celle des Balkans n'est constituée que d'un simple anneau, et la dernière originaire de la mer Noire est constituée de deux anneaux mais ne porte pas de protubérance en son bout.

- Fibule en forme de disque

- Oméga. –  Ces fibules « pennanulaires » (en anneau interrompu) se rattachent le plus souvent au groupe des broches celtiques, caractéristiques des Îles Britanniques (IIIe – XIe siècle).

### Haut Moyen âge

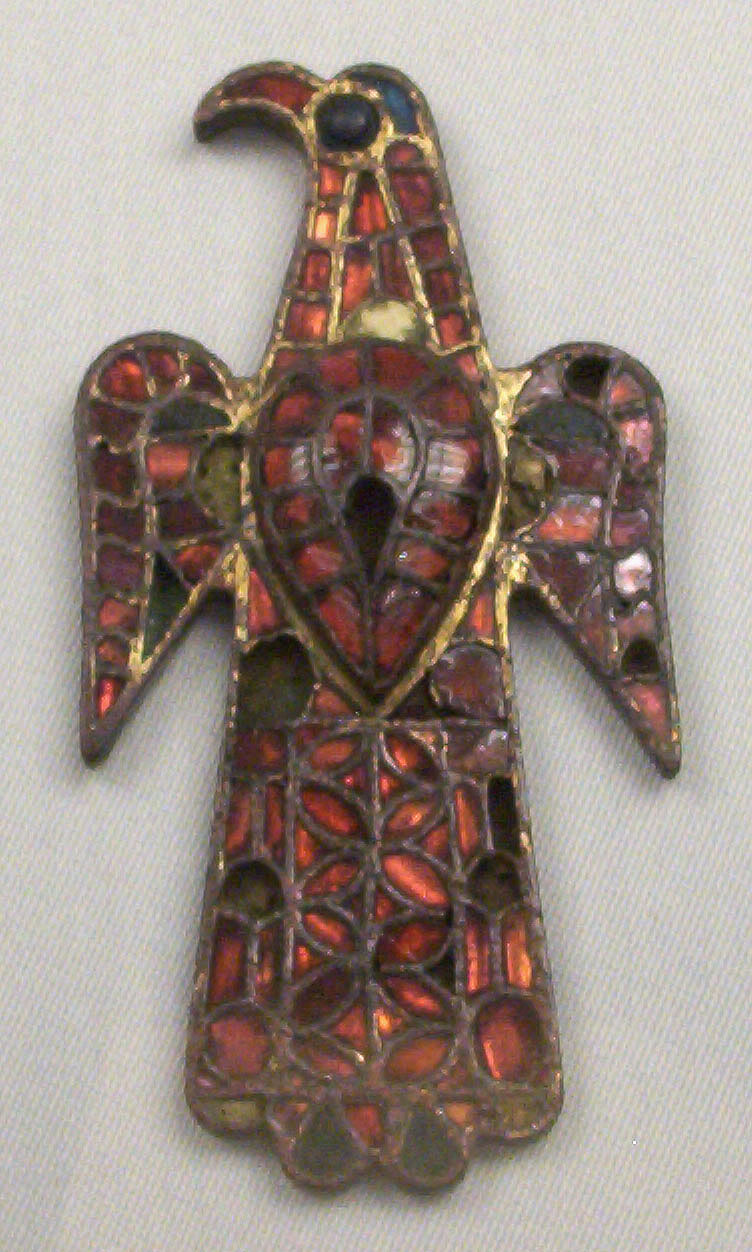
Fibule aquiliforme, wisigothique

- Arbalète : Ce terme désigne un système de fermeture de fibule caractérisé par un nombre égal d'enroulements de fil de chaque côté de l'arc. On le retrouve sur des fibules datant du Ve siècle avant notre ère mais également sur des fibules romaines, jusqu'au IVe siècle de notre ère.

- Aquiliforme (en forme d'aigle) : Les fibules à motif aquiliforme sont à classer dans la famille des fibules à motif zoomorphe qui représente en général soit un animal seul, soit deux animaux affrontés. Le motif de l'aigle se retrouve sur des fibules d'époque gallo-romaine, où l'animal symbolise l'armée romaine. Il est représenté le plus souvent avec la tête de profil et le corps de face avec les ailes déployées. On retrouve ce motif jusqu'aux Ve et VIe siècles de notre ère sur des fibules cloisonnées, chef-d’œuvre de l’orfèvrerie wisigothique et mérovingienne.

- Fibule Mérovingien en forme de disque

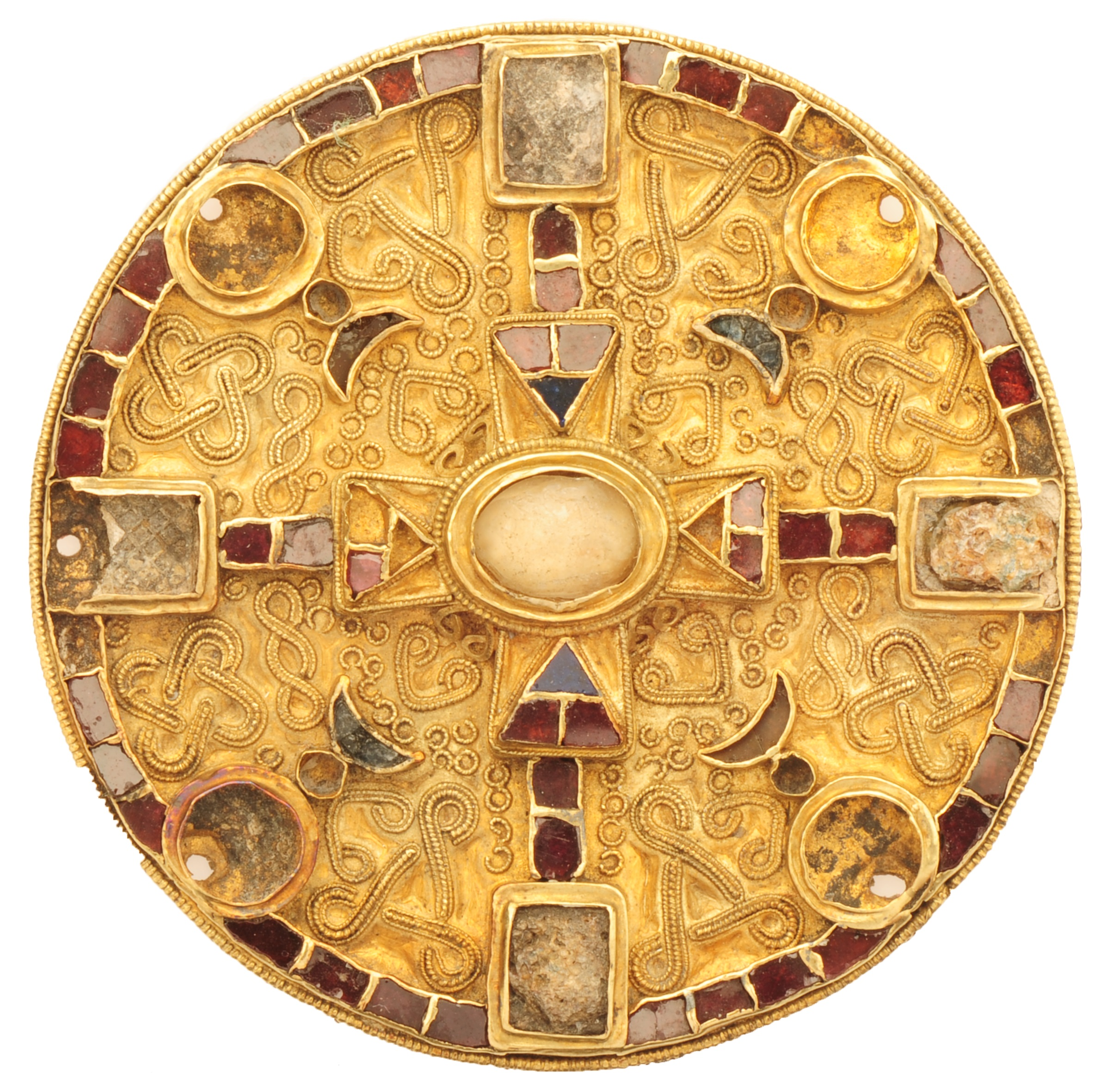
Fibule mérovingienne en forme de disque, or, 575-700 ap. J.-C, 6,4 cm, trouvée à Rosmeer Musée gallo-romain, Tongres (Belgique)

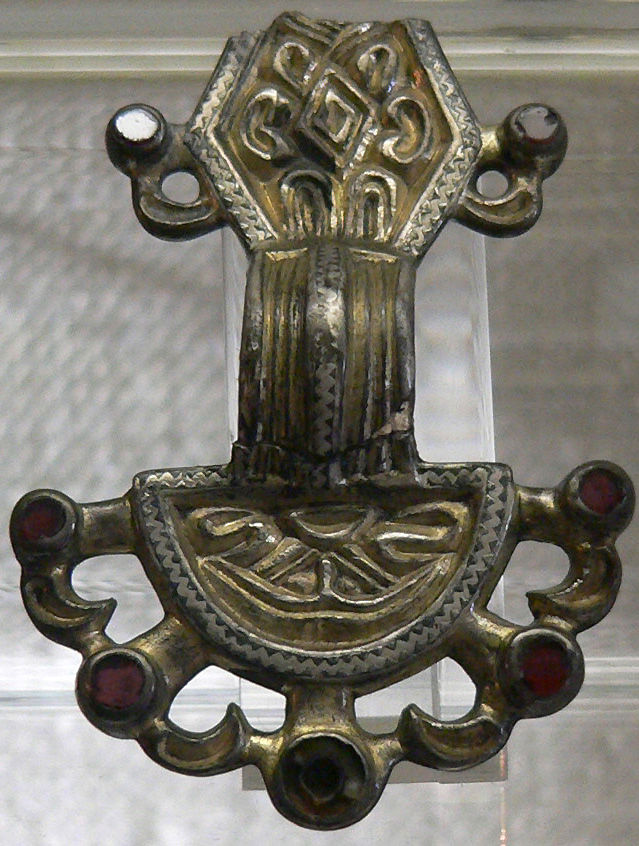
Fibule mérovingienne

À Rosmeer (Belgique) en 1969 un champ de cimetière mérovingien du VIIe siècle a été découvert. Dans une tombe de femme (n°90) les archéologues ont trouvé entre autres une fibule en forme de disque en or, décorée en filigrane et marqueterie. Cette fibule constitue une forme de croix grecque. On la considère comme le premier bijou dans la région Hesbaie (Belgique).
- Bague médiéval

- Zoomorphe

### Autre
- Fibule berbère
- Vêtement byzantin